# Campionati europei di ciclismo su strada 2020 - Cronometro maschile Junior
La cronometro maschile Junior dei Campionati europei di ciclismo su strada 2020, sedicesima edizione della prova, si disputò il 24 agosto 2020 su un percorso di 25,6 km con partenza ed arrivo a Plouay, in Francia. La medaglia d'oro fu appannaggio della ceca Mathias Vacek, il quale completò il percorso con il tempo di 32'39"13, alla media di 47,04 km/h; l'argento andò al tedesco Marco Brenner e bronzo all'italiano Lorenzo Milesi.
Accreditati alla partenza 36 ciclisti, dei quali 33 ne presero parte e completarono la gara.

## Ordine d'arrivo (Top 10)
| Pos. | Corridore         | Squadra   | Tempo    |
| ---- | ----------------- | --------- | -------- |
| 1    | Mathias Vacek     | Rep. Ceca | 32'39"13 |
| 2    | Marco Brenner     | Germania  | a 4"     |
| 3    | Lorenzo Milesi    | Italia    | a 18"    |
| 4    | Fran Miholjević   | Croazia   | a 47"    |
| 5    | Juan Ayuso        | Spagna    | a 53"    |
| 6    | Joonas Kurits     | Estonia   | a 1'01"  |
| 7    | Pavel Bittner     | Rep. Ceca | a 1'10"  |
| 8    | Eddy Le Huitouze  | Francia   | a 1'11"  |
| 9    | Cian Uijtdebroeks | Belgio    | a 1'12"  |
| 10   | Igor Arrieta      | Spagna    | a 1'13"  |